# Fragile (cântec de Kerli)
Fragile este cel de-al patrulea disc single promovat de pe albumul de debut al cântăreței estoniene Kerli. Cântecul a fost lansat în martie 2009; având în vedere că piesa nu a beneficiat de promvoare, aceasta nu s-a bucurat de succes comercial.